# Wapen van Dinkelland

Het wapen van de gemeente Dinkelland

Het wapen van Dinkelland is het gemeentelijke wapen van de Overijsselse gemeente Dinkelland. Het wapen werd met het Koninklijk Besluit op 18 oktober 2001 aan de gemeente verleend. De omschrijving luidt:
"In zilver een kruis van sabel, vergezeld van vier leeuwen van keel. Het schild gedekt met een gouden kroon van vijf bladeren."

## Geschiedenis
Het wapen is een herinnering aan het wapen van de heren van Ootmarsum. In het wapen van Ootmarsum worden rijkskleuren gebruikt. Tijdens de aanvraagprocedure was in een eerder ontwerp het tweede kwartier gereserveerd met een toren uit het wapen van Weerselo. De leeuwen waren in dit ontwerp blauw van kleur. Op basis van oudere afbeeldingen werd besloten om toch de rode leeuwen te gebruiken.

## Overeenkomstige wapens
De volgende wapens zijn op historische gronden vergelijkbaar met dat van Dinkelland:

Het wapen van Denekamp
Het wapen van Ootmarsum
Wapen van Tubbergen per 1898
Wapen van Tubbergen per 1971
Het wapen van Weerselo

Almelo · Borne · Dalfsen · Deventer · Dinkelland · Enschede · Haaksbergen · Hardenberg · Hellendoorn · Hengelo · Hof van Twente · Kampen · Losser · Oldenzaal · Olst-Wijhe · Ommen · Raalte · Rijssen-Holten · Staphorst · Steenwijkerland · Tubbergen · Twenterand · Wierden · Zwartewaterland · Zwolle